# Pavia
Pavia (l'antiga Ticinum, en llombard i italià Pavia, [paˈvia]) és una ciutat situada al sud-oest de la Llombardia, al nord d'Itàlia, a 35 km al sud de Milà. És la capital de la província homònima (provincia di Pavia en italià). El 2022, tenia 71.159 habitants El riu Ticino creua la ciutat abans de confluir amb el riu Po.
Pavia és la capital d'una província fèrtil que conforma part de la plana padana o Vall del Po, i se centra essencialment en la viticultura i la producció d'arròs, cereals i productes lactis. És considerada la «capital de l'arròs» italiana, atès que la seva província els arrossars ocupen unes 90.000 hectàrees. Les indústries estan principalment ubicades als afores de la ciutat.
A Pavia es troba una de les universitats europees més antigues. La Universitat de Pavia, establerta el 1361 com a Studium Generale, tenia el precedent d'una escola de retòrica per a notaris i jutges, que havia estat fundada l'any 825, i és membre fundador del Grup Coïmbra, una xarxa universitària de la qual formen part, entre d'altres, les universitats més antigues d'Europa.
Pavia era coneguda com «la ciutat de les 100 torres», per les nombroses torres de guaita medievals afegides a les cases o palauets de famílies nobles o benestants i que competien en alçada (moltes assolint els 50 o 60 metres) i servien com a símbol de la riquesa i el poder del propietari. Amb el pas del temps, moltes van ser enderrocades i d'altres van ser rebaixades en altura i integrades a altres edificis, Únicament se'n conserven sis íntegres: la torre de Belcreda, de 51,60 m d'alçada i la de Sant Dalmaci, d'uns 41 m d'alçada. La caiguda el 1989 de la Torre Cívica de Pavia (del segle xi) va motivar la recollida dels fons necessaris perquè a la Torre de Pisa no li passés el mateix.
Un dels monuments més famosos de Pavia es troba fora de la ciutat, a uns 8 quilòmetres; és la Cartoixa de Pavia, de la qual Gian Galeàs Visconti va posar la primera pedra el 27 d'agost de 1396 per complir el desig de la seva esposa i amb la intenció de fer-ne un mausoleu familiar. Altres monuments són els edificis antics de la universitat, alguns palaus i una sèrie de belles esglésies, principalment romàniques, però també hi és present l'estil gòtic i el renaixentista, etc., a més de la reconstrucció del pont cobert del segle xiv, destruït durant la Segona Guerra Mundial.

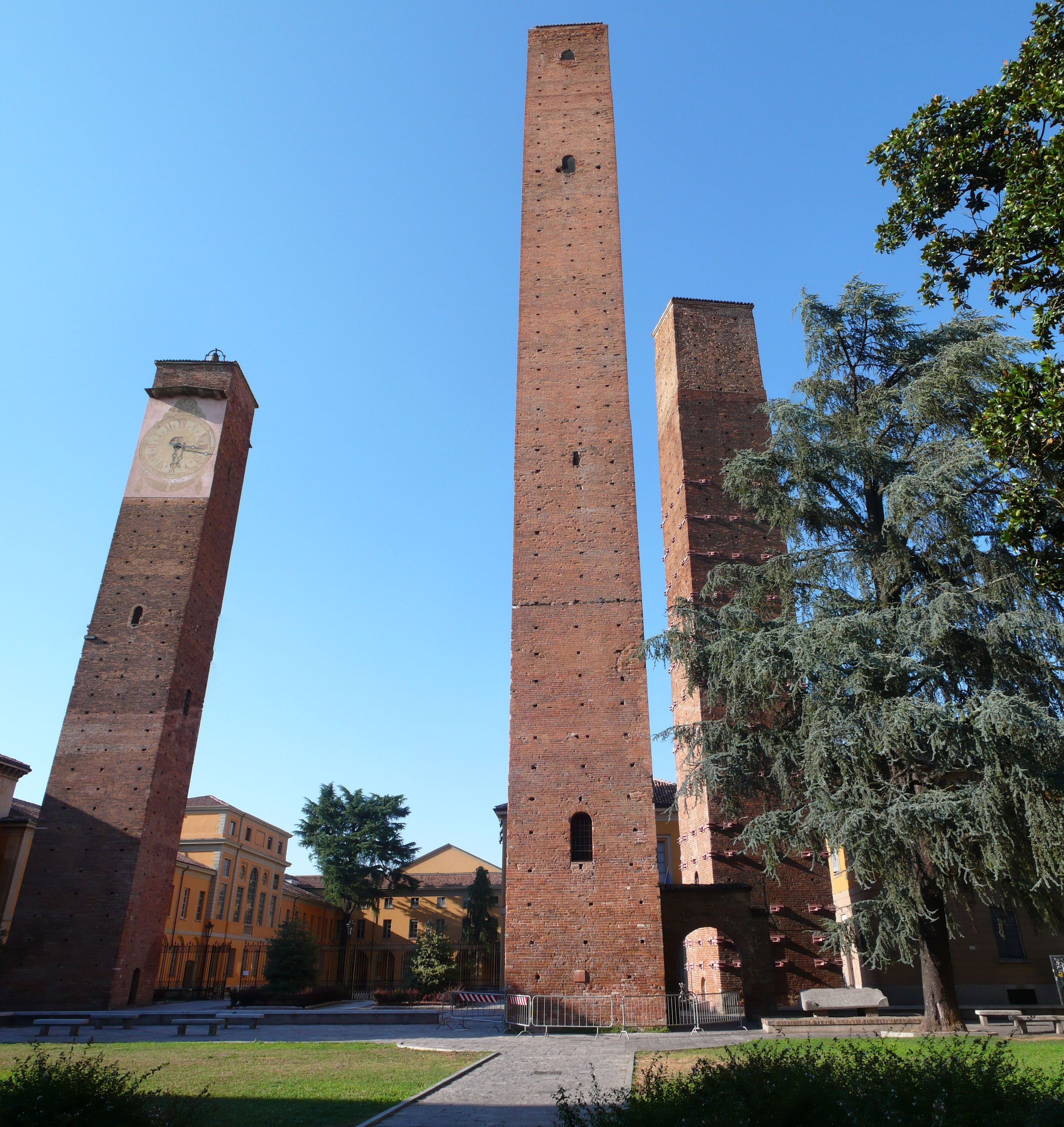
Algunes de les torres medievals que van donar-li el malnom de «Ciutat de les 100 Torres» a Pavia.

## Curiositat
En dialecte pavès, el nom de la ciutat es pronuncia exactament com en català. En pavès: AFI: /Pə'viə/.

## Fills il·lustres
- Caterina Alessandra (1570-1622) compositora musical i monja.
- Giacomo Rho (1592-1638) jesuïta, matemàtic, missioner a la Xina.
- Felice Casorati (1835-1890), matemàtic
- Luigi Cremona (1830-1903), matemàtic i polític
- Guido Farina (1903-1999), compositor musical.
- Gaetano Fraschini (1816-1887), cantant d'òpera (tenor).
- Angelo Bovio (1824-1909), arpista i compositor.
- Luigi Brusotti (1877-1959), matemàtic.

## Ciutats agermanades
- Vílnius, Lituània
- Hildesheim, Alemanya
- Besançon, França
- Hermel, Líban
- Zàkinthos, Grècia